# Cuerpo de Ingenieros de Combate de Israel
El Cuerpo de Ingenieros de Combate de Israel (en hebreo: חיל ההנדסה הקרבית) (transliterado:Heil HaHandasa HaKravit ) es la fuerza de ingeniería de combate de las Fuerzas de Defensa de Israel. El color de la boina del cuerpo de ingenieros de combate es plateado y su símbolo muestra una espada en una torre defensiva con el halo de una explosión en el fondo. Los lemas del cuerpo de ingenieros de combate son el lema oficial: "Siempre Primero" (en hebreo: ראשונים תמיד) (transliterado: Rishonim Tamid ) y el lema extraoficial: "Lo duro, lo haremos hoy, lo imposible, lo haremos mañana". Sus funciones incluyen la seguridad y la movilidad en las carreteras, la defensa y la construcción de fortificaciones, suprimir la movilidad de las fuerzas enemigas, la construcción y la destrucción de estructuras bajo el fuego enemigo, el sabotaje, el uso de los explosivos, la eliminación de bombas y artefactos explosivos, la guerra nuclear, química y biológica (NBQ) y las misiones especiales de ingeniería. Además de los zapadores del cuerpo de ingenieros de combate, cada brigada de infantería tiene una compañía de ingenieros entrenada con conocimientos básicos de ingeniería y habilidades para la desactivación de explosivos improvisados. Las brigadas blindadas y la infantería, utilizan a los zapadores de combate para ayudarles a despejar los obstáculos y para manejar la amenaza que suponen los artefactos explosivos improvisados.